# Haruzo Hida
Haruzo Hida (* 6. August 1952 in Sakai, Präfektur Osaka) ist ein japanischer Mathematiker, der sich mit Zahlentheorie, arithmetischer algebraischer Geometrie und Modulformen beschäftigt.
Hida promovierte 1980 an der Universität Kyōto (On Abelian Varieties with Complex Multiplication as Factors of the Jacobians of Shimura Curves). Als Post-Doc war er am Institute for Advanced Study und an der Universität Hokkaidō. Er ist Professor an der University of California, Los Angeles.
1992 erhielt er für seine Arbeiten über p-adische L-Funktionen algebraischer Gruppen und p-adische Hecke-Ringe den Frühlingspreis der Japanischen Mathematischen Gesellschaft, für 2019 wurde ihm der Leroy P. Steele Prize for Seminal Contribution to Research zugesprochen für seine Arbeit Galois representations into {\displaystyle GL_{2}(\mathbb {Z} _{p}[[X]])} attached to ordinary cusp forms von 1986. Er ist Fellow der American Mathematical Society. 2022 wurde Hida in die American Academy of Arts and Sciences gewählt.
Zu seinen Doktoranden zählt Chandrashekhar Khare.

## Schriften
- Galois representations into {\displaystyle GL_{2}(\mathbb {Z} _{p}[[X]])} attached to ordinary cusp forms, Inventiones Mathematicae, Band 85, 1986, S. 545–614, Digitalisat
- Elementary theory of L-functions and Eisenstein series, Cambridge University Press, 1993
- Modular forms and Galois cohomology, Cambridge University Press, 2000
- Geometric modular forms and elliptic curves, World Scientific, 2000
- P-adic automorphic forms on Shimura Varieties, Springer, 2004
- Hilbert modular forms and Iwasawa Theory, Oxford University Press, 2006